# Лингводидактика
Лингводидактика — прикладная лингвистическая дисциплина, рассматривающая как обучение иностранному языку, так и усвоение иностранного языка. Лингводидактика исследует общие закономерности обучения языкам, разрабатывает методы и средства обучения определённому языку в зависимости от дидактических целей, изучает влияние монолингвизма (одноязычия) или билингвизма (двуязычия) на усвоение языка и решает целый ряд смежных задач.

## История
Термин «лингводидактика» введён в 1969 Н. М. Шанским и с 1975 признан МАПРЯЛ в качестве международного. В англоязычных странах термин «лингводидактика» не используется, однако соответствующая предметная область полностью покрывается двумя самостоятельными прикладными дисциплинами:
- «Преподавание иностранного языка» (англ. language education), рассматривающее процесс обучения с точки зрения преподавателя;
- «Усвоение второго языка» (англ. second-language acquisition), рассматривающее данный процесс с точки зрения обучаемого.

## История преподавания иностранных языков

### Средневековье и Возрождение
Корни современных методов преподавания иностранных языков восходят к ранним средневековым и возрожденческим практикам преподавания латыни, которая на протяжении всей поздней античности и средневековья была основным языком образования, богословия, торговли, права, науки и государственного управления в Западной Европе. К концу XVI века живые европейские языки стали вытеснять латынь из старых сфер функционирования (особенно из торговли и дипломатии), что вызвало к жизни консервативные тенденции, направленные на закрепление положения латыни в качестве универсального наднационального языка Европы. Особенно значительную роль в этом процессе сыграл Ян Амос Коменский, разработавший полный курс школьной латыни с подробный учебным планом (Opera Didactica Omnia, 1657). В этой работе он излагает основы своей оригинальной теории усвоения языка и заявляет о необходимости систематических занятий и использовании особой методики преподавания для успешного усвоения языка. По Коменскому, изучение языка должно опираться на эмоции и опыт. Преподавание должно быть устным, а классы необходимо снабдить моделями объектов и наглядными пособиями. Эти идеи воплотились в первый иллюстрированный учебник для детей Orbis Sensualium Pictus. Постепенно, по мере утраты латынью своего былого положения, её преподавание трансформировалось из изучения востребованного общественной жизнью языка в рядовой школьный предмет. Изменение статуса потребовало нового обоснования необходимости его изучения: было провозглашено, что латынь — это идеальная форма для мысли, а её изучение развивает интеллектуальные способности и поэтому самоценно. Эта дидактическая идеология привела к повышению интереса к грамматическим аспектам языка в ущерб коммуникативным, что выразилось в практике преподавания классической латыни в так называемых «грамматических школах» XVI—XVIII веков.

### XVIII век
Изучение современных языков вошло в учебные планы европейских школ только в XVIII веке и базировалось практически исключительно на механическом переносе практик и методов изучения латыни на материал живых языков, часто даже с полностью идентичным терминологическим аппаратом, что могло приводить к разнообразным казусам. Школьники и студенты учили правила, конструировали по этим правилам предложения и переводили деконтекстуализованные предложения. Устных упражнений практически не было, вместо них студенты должны были научиться применять вызубренные правила для чтения письменных текстов. Этот традиционный метод известен до сих пор под названием грамматико-переводной метод изучения иностранных языков.

### XIX—XX века

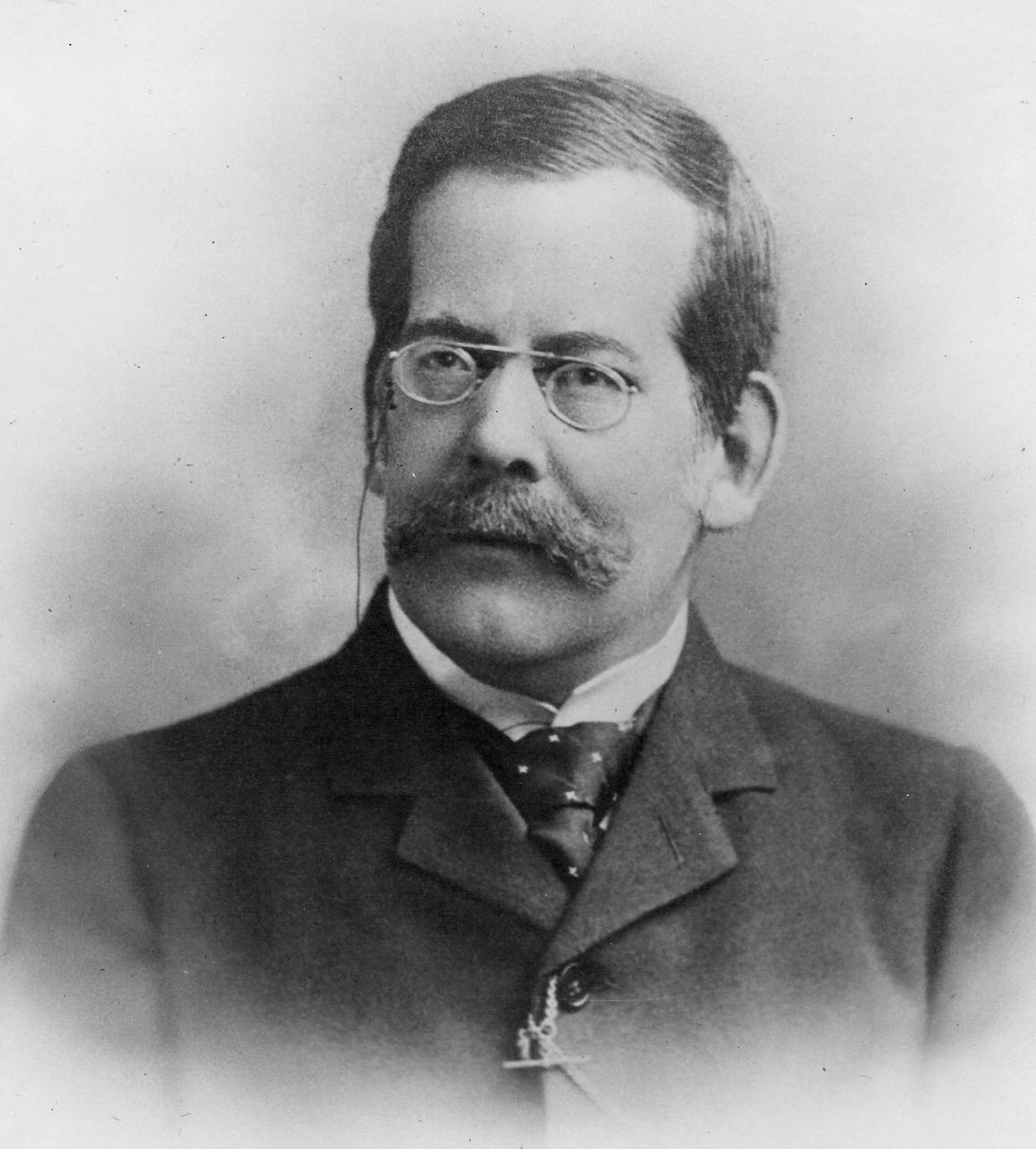
Генри Суит, ключевая фигура в разработке новых прикладных методов преподавания

Появившиеся в XIX веке новые методы преподавания, нередко базирующиеся на противоречащих друг другу установках, стремительно распространились в веке XX. Ключевую роль в этом процессе сыграли практикующие исследователи Генрих Оллендорф (Heinrich Gottfried Ollendorff), Генри Суит (Henry Sweet), Отто Есперсен (Otto Jespersen), Харольд Палмер (Harold Palmer), Л. В. Щерба. Они пытались согласовать общие принципы преподавания языков с существующими лингвистическими и психологическими теориями, зачастую оставляя в стороне собственно практику преподавания в конкретных методических деталях. Однако несмотря на бурное развитие методов преподавания, изучение иностранных языков в образовательных учреждениях на протяжении большей части XX века было крайне низкоэффективным, а в некоторых образовательных системах остается таким и сейчас. Однако существует немало примеров успешного изучения иностранного языка, лишь подчеркивающих контраст между принципиальной способностью человека выучить иностранный язык и неудовлетворительностью многих языковых образовательных программ. Такие методы, как грамматико-переводной и прямой методы, сходят со сцены, а вместо них появляются новые, часто, однако, опирающиеся на личный опыт их создателей и лишенные научного подтверждения их эффективности.
В целом можно выделить два крупных конкурирующих направления в лингводидактике, которые условно можно обозначить как эмпирическое (О. Есперсен, Х. Палмер, Л. Блумфилд) и теоретическое (М. Берлиц, Ф. Гуэн). Эмпиристы подчеркивают важность подражания и запоминания с акцентом на выучивание образцов. Эти методы базируются на представлении, что усвоение языка формируется на основе привычки к многократному воспроизведению образцов в заданных условиях.

## Журналы
Основным российским журналом, где обсуждаются вопросы лингводидактики, является «Иностранные языки в школе».